# Club de Fútbol Ciudad de Murcia
El Club de Fútbol Ciudad de Murcia S.A.D. fue un club de fútbol de España, de la localidad de Murcia, en la Región de Murcia. Fue fundado en 1999 y desapareció cuando su presidente, Enrique Pina, vendió todas las acciones del club a un empresario dueño del Granada 74, que trasladó el domicilio social del club a la ciudad de Granada y le cambió el nombre por el de Granada 74 CF (equipo que también desapareció en 2009). Se refundó de la mano de Evedasto Lifante y de la afición como "Club Atlético Ciudad de Lorquí" (posteriormente Club Atlético Ciudad). Tras tres temporadas, este club también desapareció por problemas económicos. En 2010 se creó el Club de Accionariado Popular Ciudad de Murcia, que es propiedad de la afición, algo innovador en España.

## Historia

### Fundación y ascenso a Tercera
El Club de Fútbol Ciudad de Murcia surge en el verano de 1999 de la mente de Enrique Pina, (un exjugador de fútbol que había militado en el Imperial de juveniles y en diversos equipos de la región para más tarde hacerse intermediario), y que decidió materializar su sueño de formar un club. El nuevo equipo arranca en el Grupo B de Territorial Preferente. El primer entrenador del club fue Paco Pliego, un hombre que se estrenaba en el banquillo. Entrenaban en el Municipal José Barnés. El Concejal de Deportes del Ayuntamiento, tras la insistencia de Enrique Pina, le prometió que remodelaría el terreno de juego de La Flota, aunque el equipo jugó en el José Barnés hasta conseguir el ascenso a Segunda División B.
El club fichó a Esteban D'Assero, que militaba en la First Division, y a varios jugadores más. Además el equipo cambió de entrenador en varias ocasiones, se marchó Paco Pliego y llegó  Andrés García Tébar. Tras este, tomó el mando el propio Quique Pina con el carné de Antonio Tébar.
Tras estos fichajes el equipo se disparó y terminó ascendiendo a Tercera División, quedando primero de su grupo y primero también en el grupo de ascenso.

### Debut en Tercera y nuevo ascenso
En Tercera División (2000-01) el club realizó un ambicioso proyecto para conseguir el ascenso a Segunda División B. Se invirtió en fichajes como los de Imanol Idiákez, del Burgos, Juan Carlos Cordero, Quillo y Loinaz, cedidos por el Cartagonova. El entrenador escogido fue Alfonso Guzmán.
Aunque seguía siendo un gran impedimento para el equipo el terreno de juego del José Barnés, que presentaba unas condiciones bastante malas.
El equipo estrenó la categoría con un empate a 0 contra el Águilas en Murcia. Realizó una gran campaña, perdiendo solo tres encuentros contra el Lorca, el Mazarrón y el Alquerías. Terminó la temporada con 99 puntos en su casillero, cifra que fue récord en su momento, aunque ese año el grupo constaba de 22 equipos.
En el play-off de ascenso quedó encuadrado en el Grupo C3 junto al Balaguer, Manacor y Pego. Consiguió el ascenso al quedar primero de dicho grupo con 13 puntos, merced de 4 victorias, 1 empate y 1 derrota. En solo dos años el Ciudad de Murcia ya estaba en Segunda División B

### Dos años en Segunda División B

#### El gran debut y los problemas con el campo
El Ciudad de Murcia comenzó la temporada 2001-02 en Segunda División B jugando en el campo de Espinardo. Tras las continuas quejas del club consiguieron jugar durante un tiempo en el Sánchez Cánovas de Molina de Segura. Más tarde tuvieron que mudarse a Sangonera la Verde para volver después a Molina. En lo deportivo, el equipo estuvo siempre en la parte media alta de la tabla. La temporada la comenzó Alfonso Guzmán en el banquillo y la terminó el tándem formado por Yeyo y Diego Rodríguez. Completó una magnífica campaña, pero no logró clasificarse para los play-off, terminando la liga en 5.º lugar.

#### La Condomina y el ascenso a Segunda División
Para la temporada 2002-03 el club consigue que el Ayuntamiento de Murcia le permita jugar en el Estadio de La Condomina. El fichaje estrella llega desde el equipo vecino del Real Murcia, se trata del interior zurdo Pepe Aguilar. El objetivo, el ascenso a Segunda División.
La temporada comenzó de manera irregular, el equipo se mantiene en los puestos medio-altos de la tabla, pero no se termina de enganchar a los 4 primeros. En el banquillo se suceden los entrenadores. Javi López arranca la temporada, pero es reemplazado por Crispi y este a su vez por Carlos Orúe. Con este último se consiguen unos magníficos resultados, perdiendo solo el último partido contra el Mérida UD en la última jornada con el equipo clasificado matemáticamente para el play-off.
El sorteo le encuadra en el Grupo D junto al Pontevedra, al Barakaldo y al CD Castellón. Por historia, todo el mundo da como favorito al ascenso al equipo castellonense. La liguilla se convierte en un mano a mano entre Castellón y Ciudad de Murcia, quedando todo pendiente para los dos últimos partidos en los que se enfrentaban entre ellos. El primero de estos encuentros se disputó en Castalia, quedando empatados a cero. En el último partido de la liguilla el Ciudad arrasa al Castellón en La Condomina, ganando el Ciudad por 3-1, siendo Pepe Aguilar el jugador clave del encuentro.

### Estreno en Segunda, la lucha por la permanencia
En la temporada 2003/04 el equipo luchó durante toda la Liga por conseguir la permanencia y afianzarse de este modo en la Segunda División de España. Además se inició la conversión en Sociedad Anónima Deportiva.
Juan Manuel Lillo fue el encargado de dirigir al Ciudad de Murcia al comienzo de la temporada, siendo destituido meses después por sus malos resultados, si bien el juego desarrollado sí que era bueno. El entrenador que lo sucedió fue Juan José Enríquez, que consiguió mejores números que su antecesor. Aun así no consiguió acabar la temporada al mando del conjunto rojillo ya que el club lo destituyó cuando faltaban pocas jornadas para finalizar la temporada. Fernando Zambrano dirigió al equipo en el tramo final de Liga. La permanencia matemática se logró en el último partido frente al Algeciras, ya descendido. El jugador clave de la temporada fue Dani Güiza. El delantero procedente del Barça B anotó 16 tantos.
En la temporada 2004/05 el equipo se presentó cargado de nuevos fichajes para conseguir el objetivo marcado, la permanencia. El entrenador que se contrató para conseguir ese objetivo fue Miguel Álvarez.
El equipo siguió una línea irregular a lo largo de los meses. En el mercado de invierno se renovó casi por completo la plantilla esperando obtener algunos buenos resultados. Miguel Álvarez fue destituido y reemplazado por Julián Rubio. Pero la temporada fue pasando y el Ciudad sufriendo hasta el final de la Liga. Julián Rubio también fue destituido, el nuevo entrenador fue de nuevo Miguel Álvarez. Una vez más no se consiguió la permanencia hasta la última jornada al ganar al Salamanca.
Por segunda temporada consecutiva, el hombre clave fue el goleador Dani Güiza, que anotó 21 goles. Terminada la temporada fue traspasado al Getafe CF por una sustanciosa cantidad.

### Nuevo e inesperado objetivo: Primera División
En la tercera temporada consecutiva en Segunda División (2005/06), el Ciudad de Murcia preparó un equipo joven con muchas ganas con ánimo de no pasar apuros para permanecer en la división. El entrenador fue Abel Resino, antiguo portero del Atlético de Madrid. Empezó muy fuerte, ganando 3 partidos consecutivos y colocándose como el equipo más joven en llegar a ser líder de Segunda División.
Al final de la primera vuelta el equipo estaba en la mitad de la tabla. Al empezar la segunda vuelta consiguió estar imbatido durante varios partidos y en la jornada 33 era el equipo con menos goles encajados de la segunda vuelta. Llegó a ganar 5 partidos y se colocó a apenas 3 puntos de distancia del Levante UD, que ocupaba el tercer puesto. Había 8 equipos para 2 plazas y en unas jornadas quedó reducido a 3 equipos para una sola plaza (Lorca Deportiva, Levante UD y el propio Ciudad de Murcia). En la última jornada tenía que ganar el Ciudad y perder el Levante para ascender. El Levante consiguió ganar su último partido por 1-0, mientras que al Ciudad su victoria por 2-0 ante el Nástic de Tarragona no le sirvió para subir.

### La venta del club, un caso sin precedentes
Por cuarta temporada consecutiva, el Ciudad de Murcia jugaba en Segunda División. Se contrató a José Luis Oltra como entrenador. Tras la gran campaña del año anterior el objetivo es, como mínimo, repetir la experiencia. Tras una buena temporada el equipo finaliza cuarto clasificado. Sin embargo el Ayuntamiento de Murcia no ayuda al club a construir las infraestructuras necesarias (campo propio y ciudad deportiva) y así el equipo no podrá subsistir. Incluso se llega a presentar un proyecto de nuevo estadio cerca de la futura Nueva Condomina que ya se estaba construyendo para el Real Murcia. Ante este escenario, Pina decide vender el club. El empresario, Carlos Marsá (presidente del CP Granada 74), manifiesta su intención de comprar y trasladar el equipo a Granada y renombrarlo como el que él ya presidía, creando así el Club Granada 74 S.A.D. . El 6 de junio de 2007 se hace oficial la venta. El último partido en casa del Ciudad de Murcia, contra la U. D. Las Palmas, se convirtió en una protesta masiva contra Enrique Pina. Los aficionados, tributaron estruendosas ovaciones a los jugadores al principio y al final del encuentro, se dedicaron a protestar durante todo el choque contra la decisión de Enrique Pina, mostraron decenas de pancartas e incluso lanzaron al aire falsos billetes de quinientos euros con la cara sonriente de Enrique Pina. Carlos Marsá presenció el encuentro en el palco.

#### El renacimiento del Ciudad de Murcia

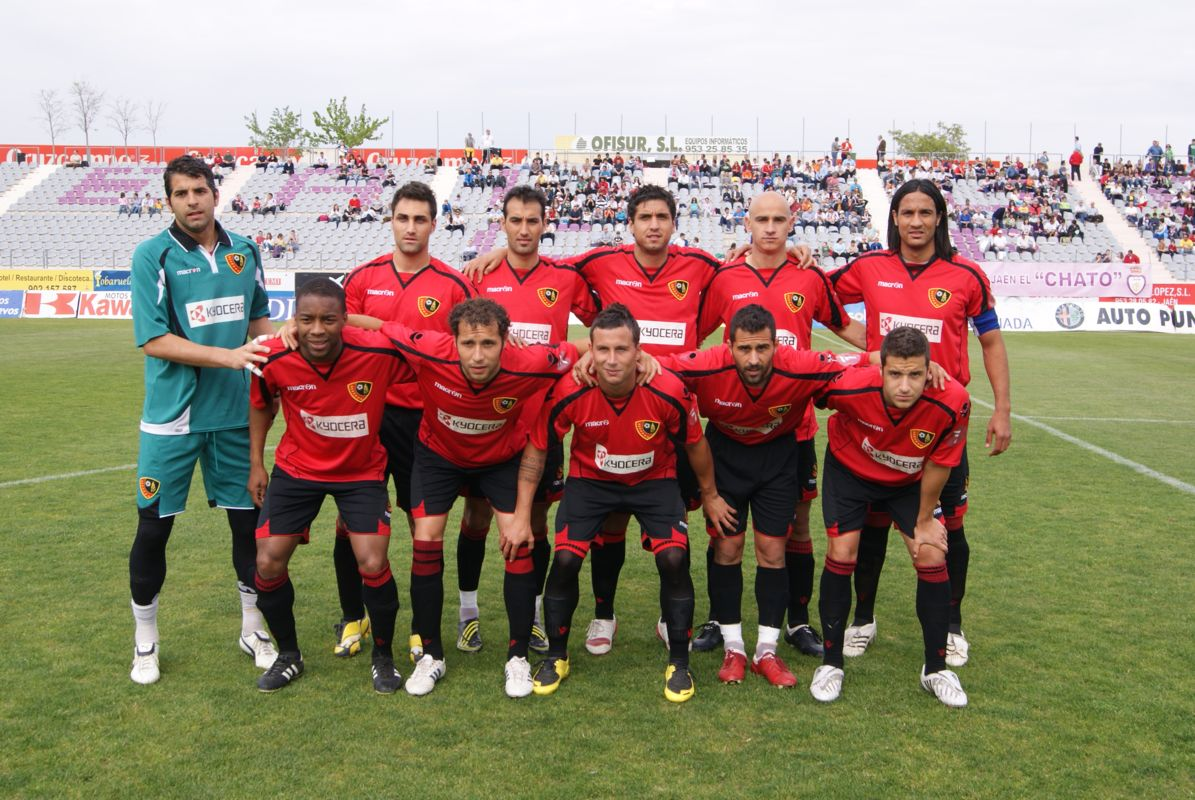
El Atlético Ciudad heredó los colores y distintivos del Ciudad de Murcia.

La Federación de Peñas del Ciudad de Murcia se moviliza y se plantea a Carlos Marsá que ceda a la federación el Ciudad de Murcia B y las bases del equipo. Marsá acepta, ya que su idea es la de convertir al original CP Granada 74 en el filial de su recién adquirido club, pero la Federación Murciana de Fútbol les advierte de que es imposible, ya que el filial es dependiente del primer equipo y el traslado del Ciudad de Murcia implica la desaparición de las bases de la Federación Murciana'.
Viendo que la continuidad del Ciudad de Murcia era imposible, el 25 de junio de 2007, Evedasto Lifante, antiguo directivo del Ciudad, consiguió cerrar un acuerdo para adquirir el EMD Lorquí, cambiando su denominación por Club Atlético Ciudad de Lorquí, posteriormente Club Atlético Ciudad. Además se ficharon a varios jugadores habían militado en el CF Ciudad de Murcia y su filial, como Pepe Aguilar.
Sin embargo, nuevamente los problemas económicos llevaron a la desaparición del Atlético Ciudad en agosto de 2010. Semanas después, un grupo de aficionados crearon el Club de Accionariado Popular Ciudad de Murcia, en un intento de revivir nuevamente al Ciudad de Murcia.

## Presidentes

### Junta directiva 2006/07
- Presidente:  Quique Pina
- Director deportivo:  Juan Carlos Cordero

## Uniforme
- Uniforme titular: Camiseta roja, pantalón negro, medias negras.
- Uniforme alternativo: Camiseta amarilla, pantalón negro y medias amarillas.

### Equipación titular
| 2005 - 2006 | 2006 - 2007 |  |

### Equipación alternativa
| 2005 - 2006 | 2006 - 2007 |  |

## Estadio

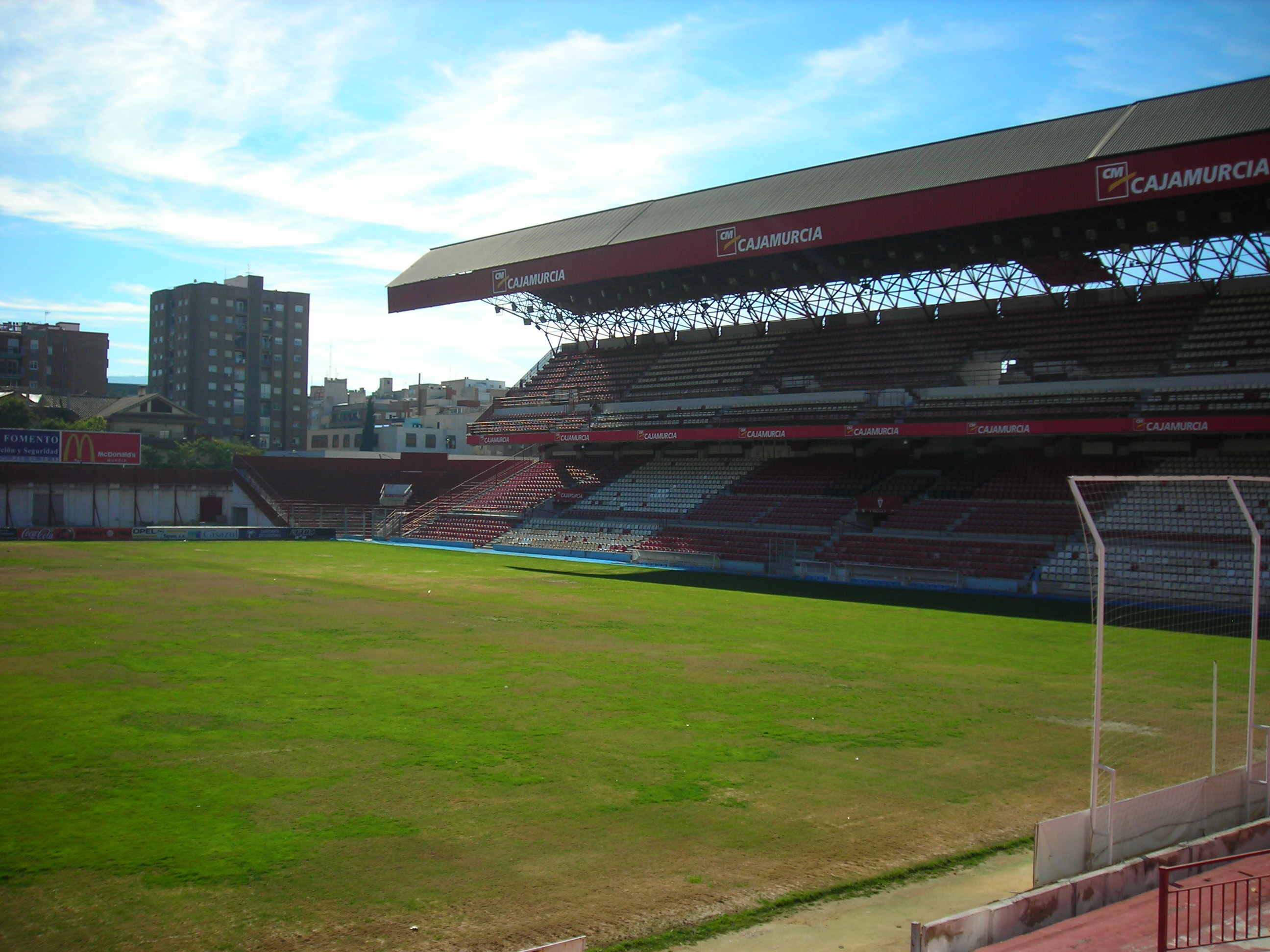
Estadio de La Condomina.

El Estadio de La Condomina, es el lugar en donde el Club de Fútbol Ciudad de Murcia jugaba sus partidos de local. Tiene capacidad para 17.500 espectadores y fue inaugurado el día 25 de diciembre de 1924. En 2007 se anunció que el estadio sería derrumbado, para construir un centro deportivo cubierto y al aire libre.

## Entrenadores

### Cronología de los entrenadores
| - 1. Paco Pliego, 1999-2000 - 2. Andrés García Tébar, 1999-2000 - 3. Antonio Tébar, 1999-2000 - 4. Alfonso Guzmán, 2000-2002 - 5. Yeyo y Diego Rodríguez, 2001-2002 - 6. Javi López, 2002-2003 - 7. Rafa Muñoz, 2002-2003 - 8. Crispi, 2002-2003 - 9. Carlos Orúe, 2002-2003 | - 10. Juanma Lillo, 2003-2004 - 11. Juan José Enríquez, 2003-2004 - 12. Fernando Zambrano, 2003-2004 - 13. Miguel Álvarez, 2004-2005 - 14. Julián Rubio, 2004-2005 - 15. Miguel Álvarez, 2004-2005 - 16. Abel Resino, 2005-2006 - 17. José Luis Oltra, 2006-2007 |

## Otras secciones y filiales

### CF Ciudad de Murcia "B"
El CF Ciudad de Murcia "B" era el primer equipo filial del CF Ciudad de Murcia. Fue fundado en el año 2002 y surgió con la idea de suministrar jugadores para la primera plantilla del club. Desapareció cuando el primer equipo se trasladó a Granada, pues este era un equipo dependiente del primero.

## Datos del club
- Temporadas en Primera: 0
- Temporadas en Segunda: 4
- Temporadas en Segunda B: 2
- Temporadas en Tercera: 1
- Temporadas en Territorial Preferente: 1
- Mejor puesto en la liga: 4.º (Segunda temporada 05-06)
- Peor puesto en la liga: 18.º (Segunda temporada 04-05)
- Máximo goleador: Dani Güiza con 21 goles.

## Trayectoria
- 1999-2000  Campeón del Grupo B de Preferente Autonómica.
- 2000-2001  Campeón del Grupo XIII de Tercera División.
- 2001-2002  5.º clasificado del Grupo IV de Segunda División B.
- 2002-2003   3.º clasificado del Grupo IV de Segunda División B.
- 2003-2004  17.º clasificado de Segunda División.
- 2004-2005  18.º clasificado de Segunda División.
- 2005-2006  4.º clasificado de Segunda División.
- 2006-2007  4.º clasificado de Segunda División.

## Palmarés

### Torneos nacionales
- Preferente Autonómica de la Región de Murcia (1): 1999/00.
- Tercera División (1): 2000/01.

### Torneos amistosos
- Trofeo Amaro González (Alicante) (1) 2006